# Stenzel von Jasmund
Stenzel von Jasmund, auch Stanislaus († 21. Januar 1646) war ein dänischer Vize-Admiral.

## Leben
Stenzel war Angehöriger des ursprünglich rügischen später in Mecklenburg und darüber hinaus verbreiteten Adelsgeschlechts von Jasmund.
Er trat in dänische Marinedienste und war 1628 Schiffsleutnant, avancierte 1631 zum Schiffskapitän. In den Jahren 1635 bis 1636 hatte er den Oberbefehl an der Elbe. 1644 nahm er als Schoutbynacht an der Seeschlacht auf der Kolberger Heide und als Vizeadmiral an der Seeschlacht bei Laaland teil. Sein Schiff wurde von den Schweden erobert und er kam ins Gefängnis.
Jasmund starb unvermählt und ohne Kinder zu hinterlassen.